# Megaphon (Straßenzeitung)
Megaphon ist eine Straßenzeitung, die in Graz und einigen anderen Städten in der Steiermark von aktuell rund 270 Menschen in sozialer Not direkt auf der Straße verkauft wird. Es werden rund 15.000 Zeitungen pro Monat verkauft. Die Hälfte des Verkaufspreises bleibt den Verkäufern. Das Megaphon liefert als Straßenmagazin gesellschaftskritische Inhalte & fördert kulturelle Vielfalt. Der Verkauf des Magazins bietet Menschen in prekären Lebensverhältnissen, die Möglichkeit niederschwellig Geld zu verdienen.

## Geschichte
Das Megaphon ist ein Projekt der Caritas der Diözese Graz-Seckau Graz. Erstmals ist die Zeitung im Oktober 1995 erschienen. Damit war sie die erste Straßenzeitung in Österreich. Neben dem redaktionellen Teil, der sozialpolitische Themen behandelt, finden sich auch Kulturinformationen und ein Veranstaltungskalender. Weiters wurde mit der MegaphonUni ein kostenloser Zugang zu aktuellen wissenschaftlichen Themen geboten. Dieses Angebot richtete sich vor allem an Menschen, die auf Grund von Ausbildung, Herkunft oder sozialer Stellung keinen Zugang zu Universitäten haben.
Initiiert wurde das Megaphon von Maria Laura Bono, die auch bis 1998 Chefredakteurin war. Danach übernahm Harald Schmied diese Funktion.
Harald Schmied beschäftigte sich verstärkt mit der Weiterentwicklung des Homeless World Cup und so übernahm 2004 Judith Schwentner die Funktion der Chefredakteurin. 2007 wechselte der Sitz der Redaktion und des Vertriebs in das Auschlößl. Das Gebäude am Rande des Augartens in Graz beherbergt auch ein Café, das vom Megaphon betrieben wurde.

„Das Auschlössl ist ein Café, das Megaphon eine Straßenzeitung.
Gemeinsam ergibt die Kombination mehr als ein gewöhnliches Café und mehr als eine herkömmliche Zeitschrift.“

Inzwischen ist Redaktion und Vertrieb im Caritas Sozialzentrum Marianum in der Mariengasse untergebracht.
Von Anfang 2009 bis Dezember 2009 war Gerhild Wrann Leiterin des Megaphon und des Cafés Auschlössl und wurde im Dezember von Annelies Pichler abgelöst. Seit 2019 ist Peter K. Wagner für die Redaktion und Sabine Gollmann für die Leitung verantwortlich.

### Relaunches
Zum ersten Relaunch des Magazins kam es unter der Chefredaktion von Annelies Pichler, in Zusammenarbeit mit der Wiener Grafikagentur Erdgeschoß. Im November 2019 gab es anlässlich des 25. Jubiläums einen weiteren Relaunch unter Artdirektorin Kristina Kurre und Chefredakteur Peter K. Wagner.
Das Megaphon ist dem International Network of Street Papers (INSP) angeschlossen. Die Straßenzeitungen des weltweiten Netzwerks verpflichten sich, alle Erlöse, die aus dem Straßenverkauf entstehen, wieder für die Unterstützung der Verkäufer zu verwenden.

## Projekte

### Homeless World Cup
Im Juli 2003 veranstaltete das Megaphon das erste Fußballturnier Homeless World Cup in Graz. Dabei traten Teams aus der ganzen Welt am Grazer Hauptplatz gegeneinander an. Alle Team-Mitglieder waren Obdachlose. Österreich gewann das Turnier vor England und den Niederlanden. In weiterer Folge etablierte sich das Fußballturnier zu einer jährlichen Veranstaltung, wobei der Austragungsort jährlich neu festgelegt wird.

### MegaphonUni
Im Jahr 2004 rief Gerhild Wrann das Projekt MegaphonUni ins Leben. Die MegaphonUni bot in Form von kostenlos zugänglichen Vorträgen und Workshops Menschen in sozial schwierigen Lebenslagen einen niederschwelligen Zugang zu universitärem Wissen. Sie war ein Kooperationsprojekt zwischen Megaphon und dem Zentrum für Weiterbildung an der Universität Graz. Sie zielte darauf ab, Bildungsbarrieren und die Angst vor Unwissenheit abzubauen, die Scheu vor höheren Bildungseinrichtungen zu nehmen und damit das Menschenrecht auf Bildung voranzutreiben. Die Ringvortragsreihe fand abwechselnd in universitären Einrichtungen und Sozialeinrichtungen statt. Die Vortragenden unterrichteten ehrenamtlich und ließen sich auf die Sprach- und Wahrnehmungswelt der Hörer ein.

„Bildung ist immer wichtig, hört in meinen Augen nie auf. Man bildet sich ja nicht nur fürs Büro weiter, sondern fürs Leben.“

2008 erhielt die MegaphonUni den „Preis für lebensbegleitendes Lernen“ des Landes Steiermark und 2009 den Menschenrechtspreis des Landes Steiermark. 2010 veröffentlichten Norbert Prettenthaler und David Kranzelbinder den Dokumentarfilm „Die andere Universität“. 2020 wurde die MegaphonUni aufgrund der Corona-Krise eingestellt.

„Mir gefällt die MegaphonUni, weil sie mir hilft, Weisheit auch noch im Alter aufzubauen und auszubauen. Bildung sollte generationsübergreifend sein. Und das schafft die MegaphonUni.“

### Megaphon Chor
Von 2014 bis 2020 hatte das Megaphon einen Chor. Motto: viele Stimmen, ein Klang. Der Megaphon-Chor – entstanden aus der Idee, Megaphon-Verkäufern auf klangvolle Art die Integration zu erleichtern – fungierte als musikalischer Heizstrahler, um Menschen unterschiedlichster Schichten aus aller Welt zu verbinden. „Beim Chor herrscht eine unheimlich familiäre Atmosphäre“, sagt Benjamin Alis, Tenor und Megaphon-Verkäufer in Kumberg. „Ich spüre so viel Liebe inmitten der Chorgemeinschaft, ungeachtet der verschiedenen Kulturen und Ethnien um mich herum.“ Geleitet wurde der Chor von Rodrigo Algara Woodhouse, der in Mexiko geboren wurde und seit 2008 in Graz lebt.

### FC Stammplatz
Seit April 2019 hat das Megaphon wieder ein Fußballprojekt. Der FC Stammplatz ist das offene Fußballprojekt der Straßenzeitung und sozialen Initiative Megaphon – eine Kooperation mit der Panthera Graz Futsal Akademie. Es werden kostenlose Trainings, Spiele und Turniere angeboten. Für Straßenzeitungsverkäufer sowie Menschen mit Migrations- und/oder Fluchthintergrund.
Der FC Stammplatz hilft Menschen, sich spielend zu integrieren. FC Stammplatz ist Teil des Caritas-Netzwerks GOAL und Partner des Homeless World Cup.

### Megaphon mit Ton
Seit 2020 gibt es das Straßenmagazin auch in Form einer Podcastreihe: Megaphon mit Ton – Das Grazer Straßenmagazin zum Hören.

### Megaphon Shop
Seit 2021 gibt es die Megaphon Sonderprodukte im Megaphon Onlineshop. Aber auch andere Megaphon-Produkte haben den Weg in den Shop gefunden. Der Erlös fließt direkt zum Megaphon und damit vor allem an Menschen in sozialer Notlage.

## Sonderprodukte
Das Megaphon bietet mehr als nur das Monatsmagazin. Es werden auch Kalender und Bücher verkauft. Es gibt auch einen Onlineshop.

### Megaphon KIDS
Im Jahr 2020 erschien erstmals eine Kinderausgabe des Megaphons. Die soziale Initiative der steirischen Caritas gab somit als erste Straßenzeitung Österreichs ein Sonderheft für Kinder heraus. Das 32 Seiten starke Magazin setzt auf Bewusstseinsbildung bei jungen Menschen. Auf spielerische Art und Weise wird die jungen Leserschaft darin eingeladen, sich mit ernsten Themen wie Krieg und Diskriminierung auseinanderzusetzen und ein besseres Verständnis für komplexe Zusammenhänge zu entwickeln.
- Megaphon KIDS #1: Das KIDS ist kunterbunt – ein abwechslungsreicher Mix aus Illustrationen und Fotos. Dabei will das KIDS bewegen. In der ersten Ausgabe erfahren die Leser, wie junge Menschen die Welt verändern können.
- Megaphon KIDS #2: Kindgerecht widmet sich das Megaphon KIDS #2 auf 32 Seiten dem Thema Zukunft: Was ist Zukunft? Welche Probleme gilt es zu lösen? Und welche Ideen gibt es bereits? Das Heft regt dazu an, sich mit Themen, wie der Klimakrise, auseinanderzusetzen und zeigt gleichzeitig Wege auf, damit umzugehen.
- Megaphon KIDS #3: Kinderarbeit, Globalisierung, Kolonialismus – das KIDS #3 macht komplexe und konfliktreiche Themen verständlich und greifbar. Die Geschichten, Interviews und Beiträge drehen sich um Kinderarbeit und fairen Handel. Die sprechende Kakaobohne Akissi führt die junge Leserschaft durch das Heft, das auch Rätsel, Suchbilder und Rezepte bietet. Und das eine Botschaft transportiert: Es sollte fair zugehen – egal, ob in der Schule, mit der Familie zuhause oder an den vielen verschiedenen Orten der Welt.
- Megaphon KIDS #4: Das Megaphon KIDS #4 widmet sich umfassend dem Thema Mobilität: kuriose Verkehrsmittel, eine Zeitreise durch den Verkehr, Geschichten von und über Fahrradkuriere und Menschen, die in die Pedale treten oder im Rollstuhl durch Graz cruisen, Ausflugstipps, Rätsel, Buchtipps uvm.
- Megaphon KIDS #5: Das neueste Megaphon KIDS #5 widmet sich dem Themenspektrum Tiere: Wieso halten wir Haustiere und ist das weltweit überhaupt immer gleich? Welche Tiere sehen gefährlich aus, sind es aber gar nicht? Und wie läuft die Arbeit in einem der größten Tierheime Österreichs ab? All das, und noch viel mehr im neuen Kids!

### Briefe an mich

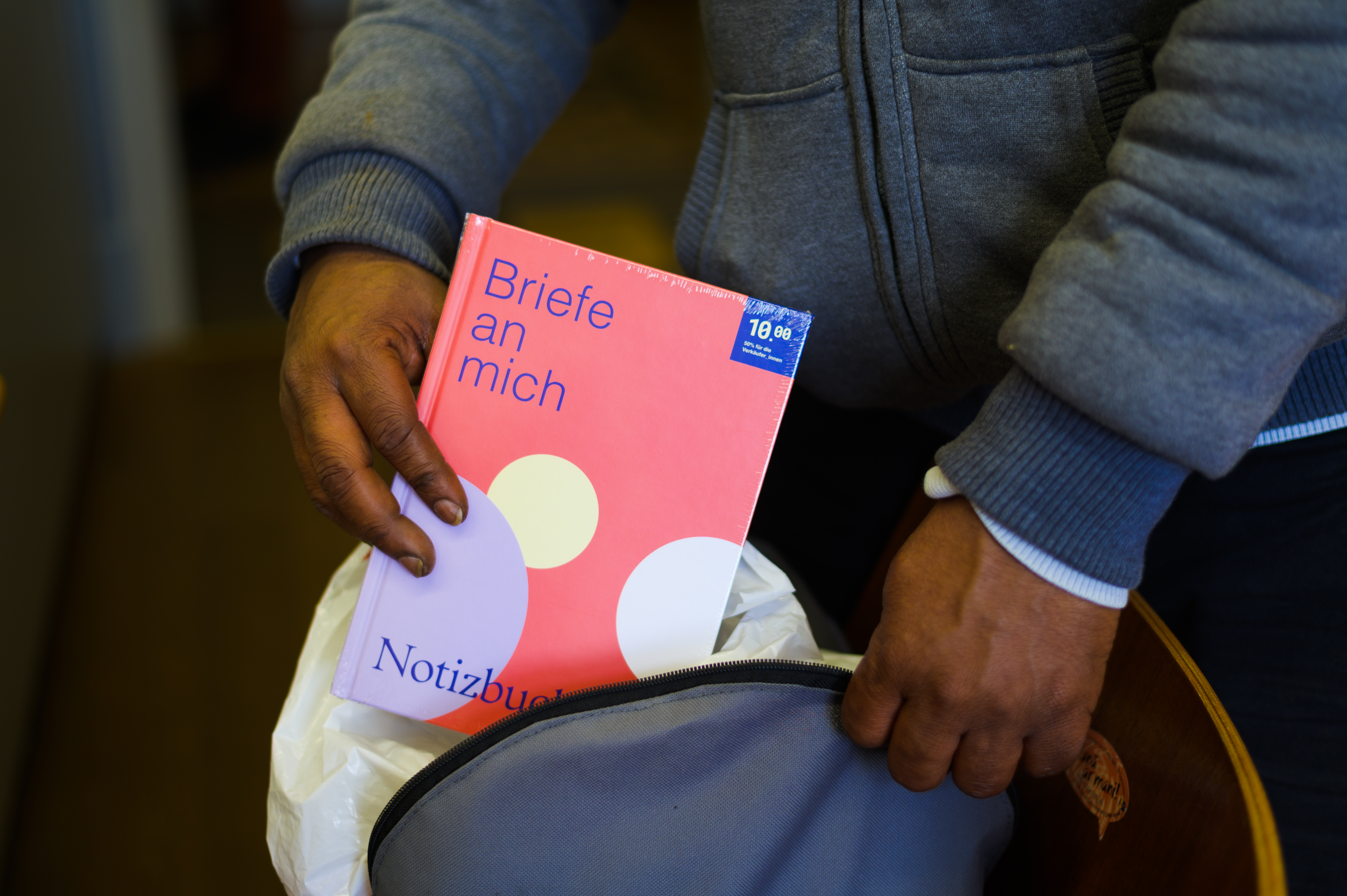
Notizbuch & Kolumnensammlung Briefe an mich

Wenn ein Printmedium 25 Jahre alt wird, hat es viele Kolumnen und Formate erlebt. Eine besonders beliebte Megaphon-Serie der vergangenen Jahre nannte sich „Briefe an mich“. Bekannte Persönlichkeiten schrieben fürs Megaphon ihrem jüngeres Selbst. Zum Jubiläumsjahr wurden 25 der besten Briefe ausgewählt und in dieses Buch gepackt. Darin ist zu erfahren, warum David Hasselhoff schon immer an eine große Karriere geglaubt hat. Aber auch, was Conchita Wurst der jungen Conchy, die es damals noch gar nicht gab, rät. Darüber hinaus ist dieses Buch ein Ort für Briefe ans eigene Selbst.

### Kalender
Der Megaphon-Taschenkalender war bis 2022 jährlich um 14 Euro erhältlich. Ab dem Jahr 2023 erhöhte sich der Preis (wegen gestiegener Papier- und Druckkosten) auf 16 Euro. Der Megaphon-Taschenkalender ist in 3 verschiedenen Cover-Versionen erhältlich. Jede Kalenderwoche wird übersichtlich links auf einer Doppelseite dargestellt und zeigt Feiertage sowie Mondphasen. Rechts daneben gibt es für jede Woche ausreichend Platz für eigene Notizen etc.

### Unterwegs mit Chia-Tyan Yang
Chia-Tyan Yang ist Taiwanerin, aber auch Österreicherin, Pianistin und Autorin, Integrationsbotschafterin, Ehefrau, Mutter und nicht zuletzt: Kolumnistin beim Straßenmagazin Megaphon. In ihrem Buch nimmt sie die Leser mit auf eine Reise durch ihren Alltag – und erzählt ihre persönlichen Geschichten mit Migrationsvordergrund.

### Weitere Sonderprodukte
Neben Kalendern und Büchern finden sich im Megaphon-Onlineshop auch andere Sonderprodukte, wie Megaphon-Taschen aus Baumwolle oder Turnbeutel. Die Megaphon-Turnbeutel wurden aus alten Fußball-Trikots upgecycelt und von Freiwilligen gefertigt. Jeder Turnbeutel ist ein absolutes Unikat. Das Grunddesign und die Idee stammen von Juanitas Nähbox.

## Chefredaktion
- 1995–1998 Maria Laura Bono
- 1998–2004 Harald Schmied
- 2004–2009 Judith Schwentner
- 2009 Gerhild Wrann
- 2009–2018 Annelies Pichler
- 2019–2025 Peter K. Wagner
- seit 2025 Julia Reiter & Claudio Niggenkemper

## Team
Neben Leiterin Petra Kaspar-Buchegger und den leitenden Redakteuren Julia Reiter und Claudio Niggenkemper stehen vier weitere Menschen hinter der Straßenzeitung und sozialen Initiative Megaphon:
- David Stampfer, Vertriebskoordinator
- Nathalie Ackermann, Back Office und Vertrieb
- Michael Zakary, Social Media und Redaktion
- Bernadette Boesch, PR & Marketing

## Auszeichnungen
- 2020: Menschenrechtspreis des Landes Steiermark für „25 Jahre Megaphon“ – Straßenmagazin und soziale Initiative. „Der Einsatz für Menschenrechte, für die Würde des Einzelnen, für Demokratie und Rechtsstaat ist heute wieder notwendiger als erwartet. Unsere heutigen Preisträgerinnen sind ein Beispiel für diesen aktiven Einsatz.“ Unter anderem mit diesen Worten wurde der Preis von Landeshauptmann Hermann Schützenhöfer an Sabine Gollmann stellvertretend für das Team Straßenzeitung übergeben.[5]
- 2009: Das Projekt MegaphonUni erhielt den „Menschenrechtspreis des Landes Steiermark“. Der Preis wurde am 28. Jänner 2010 von Landeshauptmann Franz Voves an Annelies Pichler und Gerhild Wrann übergeben.[6]